# The Polyester Embassy
A The Polyester Embassy című album az ausztrál Madison Avenue első, és egyetlen stúdióalbuma, mely 2000. október 2-án jelent meg a Vicious Grooves kiadónál.

## Előzmények
Mielőtt megalakult volna a Madison Avenue, Cheyne Coates koreográfusként és énekesként dolgozott Melbourneben. Ekkor találkozott a producer és szövegíró Andy Van Dorssealerrel, aki Andy Van néven tevékenykedett egy dance klubban. Andy Van a Vicious Vinyl Records labelje alatt több remixet készített Tina Arena énekesnőnek, és az ausztrál CDB együttesnek. Van Dorsselaer az ARIA díjkiosztón a Pendulum együttes Coma című daláért részesült elismerésben.
A duó 1998-ban kezdett el együtt dolgozni. Első felvételük a Fly című dal volt, melyben Kellie Wolfgram énekelt, azonban amikor felvették a Don't Call Me Baby című dalt Coatesszel, jobbnak ígérkezett, mint a korábban rögzített változat, melyben Wolfgram énekelt.
A Don't Call Me Baby című dal hozta meg az áttörést a csapatnak, mely egyből a 2. helyezést érte el az ausztrál kislemezlistán 1999-ben. A kislemezből 200.000 példányt értékesítettek Ausztráliában. A dal 2000-ben jelent meg több országban, többek között az Egyesült Királyságban, ahol 400.000 darab fogyott a lemezből. A dal több országban is slágerlistás helyezést ért el, bár eredetileg a duót olyan tánccsapatnak szánták, mint korábban a C+C Music Factory vagy a Soul II Soul nevű zenekarok.

## Az album dalai
A Reminiscing című dal a Japán CD változaton kapott helyet.
|     | Cím                                                 | Szerző(k)                                  | Hossz |
| --- | --------------------------------------------------- | ------------------------------------------ | ----- |
| 1.  | This Is Introduction featuring Arden Godfrey        | H.Redmond Jr., V. Burch                    | 2:17  |
| 2.  | Who the Hell Are You (Original Mix - Edit)          | H.Redmond Jr., V. Burch                    | 3:35  |
| 3.  | Don't Call Me Baby (Original Mix - Edit)            | G. Chierchia                               | 3:46  |
| 4.  | Do You Like What You See (Album Mix)                | Luciano Ninzatti, M. Turner, Stefano Pulga | 3:46  |
| 5.  | Edible French Chic                                  | Laura Nyro                                 | 1:50  |
| 6.  | Everything You Need (Robin Master 12" Remix)        |                                            | 7:07  |
| 7.  | She                                                 |                                            | 1:37  |
| 8.  | It's Alright (Album Mix)                            | Donald Blackman                            | 7:31  |
| 9.  | It's very Alright                                   |                                            | 1:44  |
| 10. | Fly (Album Mix)                                     |                                            | 5:07  |
| 11. | '78 (Album Mix)                                     |                                            | 4:38  |
| 12. | Don't Call Me Baby (The Dronez Old Skool Mix)       | Duane Morisson                             | 5:51  |
| 13. | Who the Hell Are You (John Course & Andy Van Remix) | H. Redmond Jr.*, V. Burch*                 | 7:21  |

## Slágerlista
| Slágerlista (2000)                 | Legjobb helyezések |
| ---------------------------------- | ------------------ |
| Ausztrália ARIA Albums Chart       | 4                  |
| Japán Japan Albums Chart           | 63                 |
| Egyesült Királyság UK Albums Chart | 74                 |

| Slágerlista     | Helyezések |
| --------------- | ---------- |
| Ausztrália ARIA | Platinum   |

## Felhasznált zenei alapok
- Who the Hell Are You című dalhoz felhasznált zenei alap Vernon Burch Get Up című dala.[7]
- Don't Call Me Baby című dalhoz felhasznált zenei alap Pino D'Angió Ma Quale Ide és No Sé & Ménélik Quelle Aventura című dala.[8][9]
- Do You Like What You See című dalhoz felhasznált zenei alap Jimmy Ross First True Love Affair című dala.[10]
- Edible French Chic című dalhoz felhasznált zenei alap a The Fifth Dimension Stoned Soul Picnic című dala.[11]
- Everything You Need című dalhoz felhasznált zenei alap Uncle Louie Full Tilt Boogie című dala.
- It's Alright című dalhoz felhasznált zenei alap Tom Browne Forever More című dala.
- '78 című dal eredeti változatát a Pleasure nevű csapat jelentette meg. A dalban Pebo Joy vokálozott, mely a Warehouse (Days of Glory] acapella változatában hallható. Az eredetit a New Deep Society és Tad Robinson adta elő.
- A Reminiscing című dalhoz felhasznált zenei alap az 1978-as Little River Band azonos címet viselő dala.[12]